# Фильченко, Владимир Николаевич
Владимир Николаевич Фильченко (род. 27.01.1948, Оренбург) — российский инженер-конструктор, специалист в области разработки ядерных боеприпасов.
Окончил Московское высшее техническое училище им. Н.Э.Баумана (1972).
С 1972 г. работает во ВНИИА, с 1990-х гг. 1-й заместитель главного конструктора.
Лауреат Премии Правительства РФ 1995 г. за разработку многофункционального ядерного боеприпаса для торпедного оружия.
Награды: медали «За трудовую доблесть», «300 лет Российскому Флоту», «В память 850-летия Москвы», «Ю.А.Гагарин», медаль ордена «За заслуги перед Отечеством» II степени.